# ولفلت (نبراسکا)
ولفلت(به انگلیسی: Wellfleet) شهری در ایالت نبراسکا کشور ایالات متحده آمریکا است که جمعیت آن در سرشماری سال ۲۰۱۰ میلادی، ۷۸ نفر بوده‌است.